# Station Kyuhoji
Station Kyuhoji (久宝寺駅, Kyūhōji-eki) is een spoorwegstation in de Japanse stad Yao. Het wordt aangedaan door de Yamatoji-lijn en de Osaka Higashi-lijn. Van de laatstgenoemde vormt het station het eindstation. Het station heeft vier sporen, gelegen aan twee eilandperrons.

## Lijnen

### JR West
| 1,2 | ■ Yamatoji-lijn      | richting Ōji, Nara en Takada        |
| 3   | ■ Osaka Higashi-lijn | richting Shin-Kami en Hanaten       |
| 4   | ■ Yamatoji-lijn      | richting Tennōji, JR Namba en Ōsaka |

## Geschiedenis
Het station werd in 1910 geopend. In 1997 werd het station 150 meter naar het noorden verplaatst.

## Overig openbaar vervoer
Bussen van Kintetsu.

## Stationsomgeving
- Stedelijk ziekenhuis van Yao
- Fabriek van Sharp
- Fabriek van Kubota
- Fabriek van Maeda Sangyo
- Life (supermarkt)
- Mandai (supermarkt)
- Zwembad van Kyūhōji
- Kyūhōji-tempel

(Kansai-lijn<<) Kamo · Kizu · Narayama · Nara · Kōriyama · Yamato-Koizumi · Hōryūji · Ōji · Sangō · Kawachi-Katakami · Takaida · Kashiwara · Shiki · Yao · Kyūhōji · Kami · Hirano · Tōbu-Shijō-mae · Tennōji · Shin-Imamiya · Imamiya (>>Osaka-ringlijn) · JR Namba
Stations in aanbouw: Shin-Osaka · Nishi-Suita · Awaji · Miyakojima · Noe · Shigino 

Stations reeds in gebruik: Hanaten · Takaida-Chūō · JR Kawachi-Eiwa · JR Shuntokumichi · JR Nagase · Shin-Kami · Kyūhōji